# Georges Humann
Pour les articles homonymes, voir Humann.
Georges Humann (Strasbourg, le 6 août 1780 - Paris, le 25 avril 1842) est un financier et homme politique français. Il est plusieurs fois ministre des Finances sous la monarchie de Juillet.

## Biographie

### Jeunesse et ascension sociale
Jean-Georges Humann est né le 6 août 1780 à Strasbourg, ville où son père Jacques Humann — d'humble origine paysanne — est un engagé catholique dans le régiment suisse de Salis au service du roi de France, admis à la bourgeoisie de Strasbourg et devenu peseur à la balance publique de la ville. Il est frère de Jean-Jacques Humann, futur évêque de Mayence, et de Louise Humann. Apprenti dans une fabrique de tabacs à 14 ans, il devient bientôt épicier puis, à 19 ans, commissionnaire en roulage.
Négociant en denrées coloniales (coton et produits alimentaires) sous le Premier Empire, période pendant laquelle il semble s'être livré à la contrebande, Humann amassa en quelques années une des premières fortunes strasbourgeoises, faisant de lui un notable incontournable ainsi que le modèle même du bourgeois parvenu.
Partisan du libéralisme économique, il est nommé « député » par la chambre de commerce de Strasbourg (1814). Il fait alors campagne auprès des ministres et des parlementaires pour obtenir la libéralisation du tabac et la levée des restrictions au transit strasbourgeois. Malgré l'échec de ses démarches, cette mission lui donne l'occasion de se familiariser avec le monde politique de la Restauration.
Les années 1820 voient Humann se lancer dans de nombreuses affaires : il crée ainsi une compagnie d'assurances, développe une raffinerie de sucre et participe à la création d'une compagnie rhénane de navigation à vapeur. En 1822, il crée une société de recherche de houille dans le gisement sous-vosgien avec Florent Saglio et d'autres actionnaires. Il créa également une compagnie pour l'achèvement du « canal Monsieur » (1821) et participe à la création de la compagnie des Forges d'Audincourt (1824) et à celle des Salines de l'Est (1825), avant de devenir le second actionnaire (après Decazes) de la Société des houillères de l'Aveyron (1826).
Il devient, à la même époque, le conseiller financier et l'ami de Victor Cousin.

### Carrière politique

#### Libéral modéré sous la Restauration
Libéral sur le plan économique, Humann l'est aussi par ses idées politiques.
Élu député du Bas-Rhin en 1820, il prend part aux débats parlementaires en tant que libéral modéré, défendant les acquis de la Révolution contre les idées réactionnaires des Ultras. Il condamne ainsi les mesures entravant la liberté de la presse et s'oppose à l'expédition d'Espagne (1823).
Réélu à Strasbourg (1824), il délaisse bientôt les polémiques politiques au profit des questions financières et adopte une attitude de plus en plus pragmatique, en prenant notamment ses distances avec le libéralisme de gauche incarné par Benjamin Constant, évoluant ainsi vers le centre-gauche et les doctrinaires menés par Royer-Collard. Cette tiédeur (jugée complaisante à l'égard du gouvernement Villèle, dont il a soutenu le projet de conversion de la rente de 5 à 3 %) et sa réputation d'affairiste lui font perdre les élections de 1827.
Il récupère néanmoins un siège à la Chambre l'année suivante (1828), à la faveur d'une élection partielle dans l'Aveyron, département dans lequel il a d'importants intérêts (en tant qu'actionnaire et président du conseil d'administration de la Société des houillères).
S'il reste dans les bancs de l'opposition à la veille de la Révolution de 1830, signant notamment l'adresse des 221, sa modération et son goût de l'ordre lui font craindre l'épreuve de force et l'amènent même à vouloir organiser le retour de Villèle. Mais cette tentative de conciliation échoua et, au mois de juillet, les Trois Glorieuses portèrent la famille politique de Humann au pouvoir.

#### Partisan du Juste Milieu sous la monarchie de Juillet
Réélu député du Bas-Rhin, Humann fait partie de la commission parlementaire chargée de réviser la Charte (1830).
Fidèle à sa ligne politique modérée, le député alsacien prend position pour le parti — alors majoritaire — de la « résistance » (conservateur) contre celui du « mouvement » (progressiste).
Le mécontentement suscité par le nouveau régime (suffrage censitaire trop étroit, crise économique et sociale) se traduit bientôt à Strasbourg par une manifestation d'hostilité envers Humann. En effet, le 4 juin 1831, des étudiants progressistes orchestrent un « charivari » qui tourne à l'émeute : la maison du député est attaquée aux cris de « À bas Humann ! À bas le juste milieu ! » et la troupe doit intervenir pour disperser les manifestants.
Réélu à la Chambre (1831), il participe à toutes les discussions financières et est désigné rapporteur du budget de 1832.

#### Ministre des Finances
Malgré ses problèmes de santé, Humann est plusieurs fois ministre des Finances dans les gouvernements Soult I (1832-1834), Gérard (1834), Mortier (1834-1835), de Broglie (1835-1836) et Soult III (1840-1842).
Il prône un strict équilibre budgétaire qu'il pense pouvoir obtenir par une combinaison de crédit et d'imposition, en évitant autant que possible d'avoir recours à des expédients : « L'abus de l'impôt tue le présent, l'abus du crédit dévore l'avenir ». Un autre de ses principes est de « faire rendre à l'impôt tout ce qu'il peut rendre ».

##### La question de la conversion des rentes
Désireux d'alléger le poids de la dette publique, il propose de sa propre initiative un nouveau projet de conversion des rentes. Or, le duc de Broglie, chef du gouvernement, et le roi craignent de mécontenter la bourgeoisie rentière — assise sociale du régime — et acculent Humann à la démission (janvier 1836). La question de la conversion des rentes ayant finalement provoqué la chute du duc de Broglie et de ses autres ministres, le roi demande à Humann de former un nouveau gouvernement. Peu enclin aux intrigues politiques et attaché au principe de solidarité ministérielle, Humann refuse.
Élevé à la pairie en 1837, il est rappelé au ministère des finances en octobre 1840.

##### Le recensement et l'«été rouge» de 1841

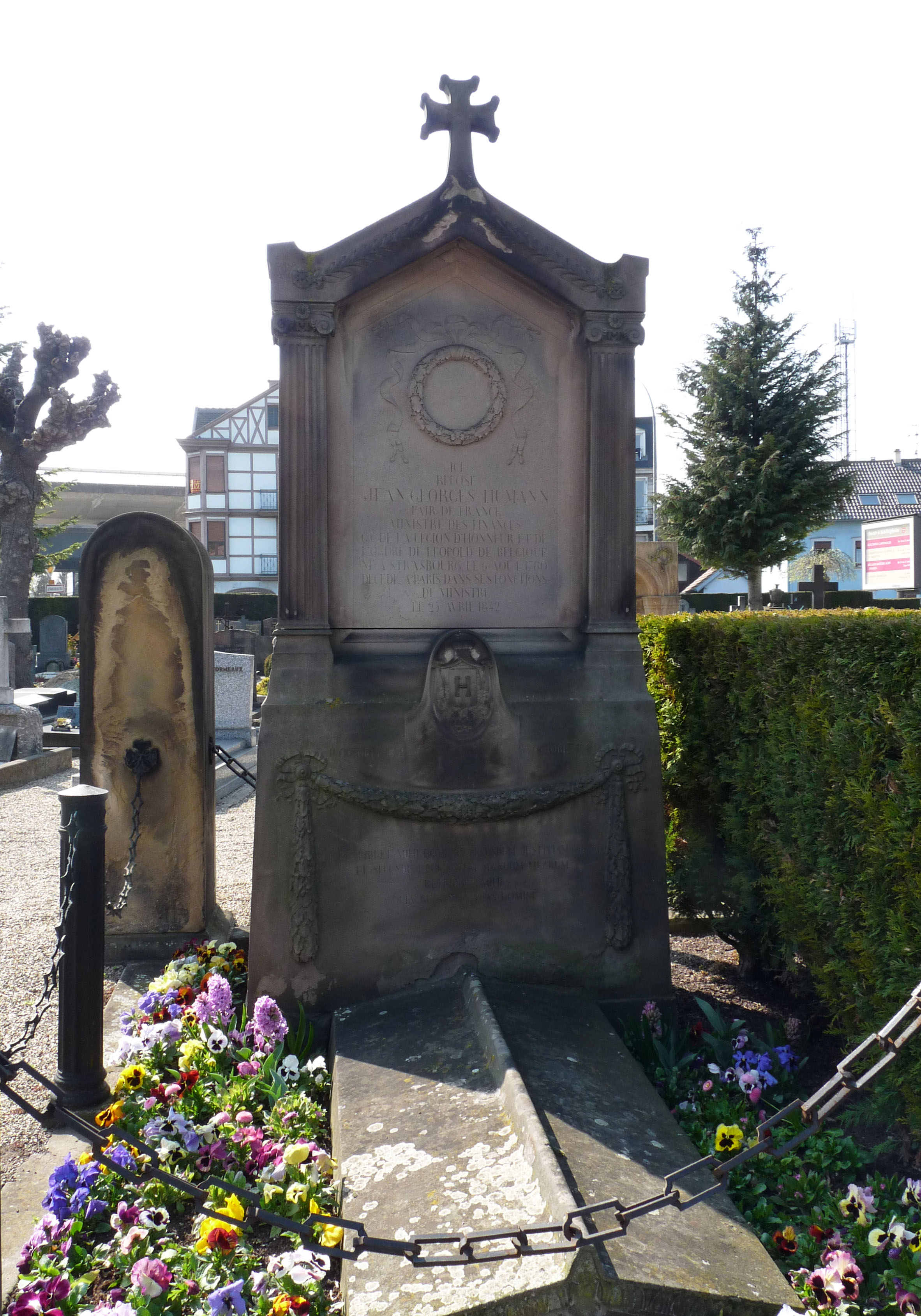
Tombe de Jean-Georges Humann au Cimetière Sainte-Hélène de Strasbourg

Afin de redresser les finances publiques obérées par les dépenses militaires du gouvernement Thiers, Humann décide de faire appliquer avec plus de rigueur le prélèvement des contributions directes et, plus particulièrement, de l'Impôt sur les portes et fenêtres. À cette fin, il ordonne un recensement général des habitations et confie cette tâche aux agents du fisc plutôt qu'aux autorités municipales ordinairement chargées de la répartition de cet impôt. Ce projet et sa mise en œuvre provoquent, durant l'été 1841, une série de révoltes populaires mues par la crainte (abondamment relayée par des rumeurs) de l'oppression fiscale et le rejet de l'étatisme.
Malgré ces émeutes, qui se cristallisent surtout autour de Toulouse, Bordeaux, Clermont et Lille, le recensement est efficacement effectué dans la plupart des communes, révélant qu'un demi-million de propriétés bâties ne payaient pas l'impôt.
Atteint d'un anévrisme au cœur, Humann — que l'on surnommait le « Necker alsacien » — meurt le 25 avril 1842, alors qu'il était, assis à son bureau, en train de rédiger un document budgétaire.
Il est inhumé auprès de son fils Théodore au Cimetière Sainte-Hélène de Strasbourg.
Guizot a dit de lui : « C'était un homme d'un esprit élevé, de mœurs graves, d'une grande autorité financière, laborieux, ombrageux, susceptible, inquiet en silence, très soigneux de sa condition personnelle, portant dans la vie publique plus de dignité que de force et plus de prudence que de tact, conservateur par goût comme par position, trop éclairé pour ne pas être libéral autant que le comportaient les intérêts de l'ordre, et tenant bien partout sa place sans se donner nulle part tout entier.» (Mémoires pour servir à l'histoire de mon temps, Paris, Lévy, t.6, 1864, p. 383)

### Famille

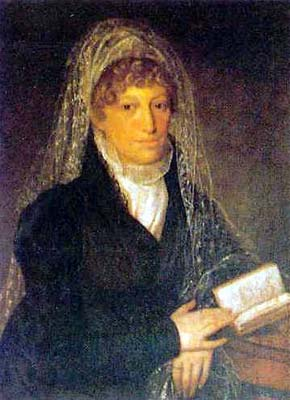
Louise Humann (1766-1836), sœur de Georges Humann

#### Frères et sœurs
Les parents de Georges Humann eurent treize enfants, dont :
- Louise Humann (1766-1836), passionnée de théologie, qui protégea le prêtre réfractaire Joseph Ludwig Colmar durant la Terreur. En 1802, elle s'installa à Mayence, dont Colmar était devenu l'évêque. Après la mort de Mgr Colmar (1818), elle revint à Strasbourg, où elle s'entoura de nombreux prédicateurs et théologiens catholiques (dont Bautain, qu'elle avait elle-même converti, Joseph Gratry, Henri de Bonnechose, ou Théodore Ratisbonne, futur fondateur de Notre-Dame de Sion).
- Jean-Jacques Humann (1771-1834), séminariste ayant émigré en 1791, fut ordonné prêtre à Bruchsal (Principauté épiscopale de Spire) en 1796. Il était lui aussi un disciple de Mgr Colmar, dont il fut le secrétaire puis le vicaire général au diocèse de Mayence. Il fut à son tour évêque de Mayence, de 1833 à sa mort.

#### Enfants
Georges Humann eut, de son épouse Madeleine Heiligenthal, huit enfants dont :
- Théodore Humann (1803-1873), élu député du Bas-Rhin en 1846, puis maire de Strasbourg de 1864 à 1870.
- Eugène Charles Humann (1808-1838), maître des requêtes au Conseil d'État.
- Jules Émile Humann (1809-1857), diplomate, marié à Isabelle Augustine Hortense Guilleminot (fille du général-comte Armand Charles Guilleminot).
- Elisabeth Humann, mariée à Charles Lebègue de Germiny.
- Octavie Humann, mariée au vicomte Théodore Renouard de Bussierre (fils d'Athanase Paul Renouard de Bussierre).

## Évocations et avatars littéraires
- Balzac se serait inspiré d'Humann (et, entre autres, du baron de Rothschild) pour construire, en 1834, le personnage du baron de Nucingen[5] : cet acteur de La Comédie humaine et le ministre des Finances, tous deux originaires d'Alsace, partagent également une même condition de parvenu trop vite enrichi sous l'Empire, de financier implacable élevé à la pairie sous le règne de Louis-Philippe.
- Alexandre Dumas a glissé, au chapitre XXXIX (« Les Convives ») de son Comte de Monte-Cristo (1844), une allusion à la réputation d'ancien contrebandier et au passé d'ancien représentant des manufacturiers de tabac d'un ministre rendu impopulaire par sa volonté de réforme fiscale.
Dans le passage en question, Albert de Morcerf reçoit son ami Lucien Debray, secrétaire au ministère de l'Intérieur :

« En attendant, mon cher Lucien, voici des cigares de contrebande, bien entendu ; je vous engage à en goûter et à inviter votre ministre à nous en vendre de pareils, au lieu de ces espèces de feuilles de noyer qu'il condamne les bons citoyens à fumer.
— Peste ! je m'en garderais bien. Du moment où ils vous viendraient du gouvernement vous n'en voudriez plus et les trouveriez exécrables. D'ailleurs, cela ne regarde point l'intérieur, cela regarde les finances : adressez-vous à M. Humann, section des contributions indirectes, corridor A, no 26.»
Cette scène ayant lieu en mai 1838, Dumas commet un anachronisme : à cette date, Humann n'était pas au gouvernement.
- Dans Les Misérables (1862), Victor Hugo nous présente le personnage de M. Gillenormand, grand-père de Marius. Ce vieux légitimiste n'a que mépris envers la monarchie de Juillet et ses ministres : « Il se scandalisait de tous les noms qu’il voyait dans la politique et au pouvoir, les trouvant bas et bourgeois. Il lisait les journaux, les papiers nouvelles, les gazettes, comme il disait, en étouffant des éclats de rire. Oh ! disait-il, quelles sont ces gens-là ! Corbière ! Humann ! Casimir-Perier ! cela vous est ministre. Je me figure ceci dans un journal : M. Gillenormand, ministre ! ce serait farce. Eh bien ! ils sont si bêtes que ça irait !» (T. III, Livre 2, Chap. III).

Hugo commet ainsi à son tour un anachronisme : Humann ne fut nommé ministre qu'au mois d'octobre 1832, alors que l'action de la dernière partie du roman se déroule au mois de juin de cette année.
- Flaubert dans L'éducation sentimentale évoque le nom d'Humann quelques lignes après le début du IVeme chapitre.